# Facultad de Filosofía y Letras (Universidad de Extremadura)
La Facultad de Filosofía y Letras de Cáceres es una de las facultades del Campus de Cáceres. Localizada en la ciudad de Cáceres (España), y fundada en 1974 a partir de la antigua Facultad de Filología, es una de las facultades más antiguas del Campus. El centro oferta enseñanzas de pregrado y posgrado en filología, geografía e historia.

## Información académica

### Organización
La Facultad de Filosofía y Letras de Cáceres se compone de seis departamentos: Arte y Ciencias del Territorio, Ciencias de la Antigüedad, Filología Hispánica y Lingüística General, Filología Inglesa, Historia y Lenguas Modernas y Literaturas Comparadas.

## Tradiciones y cultura
El día 26 de abril, la Facultad celebra el Día de las Letras con motivo de la festividad de su patrón san Isidoro de Sevilla. Las celebraciones se estructuran en torno a la Mañana de las Letras, en la que se celebran conferencias en el centro de la ciudad de Cáceres, y la Noche Blanca de las Letras, con representaciones teatrales y espectáculos de títeres y en la que se da a conocer el fallo del Concurso Literario San Isidoro de Sevilla y se entregan los premios a los ganadores de las Olimpiadas de Latín y Griego de ese año.

## Comunidad

### Estudiantes
En el curso académico 2013-2014, la Facultad cuenta con 1.224 estudiantes, de los que 988 son alumnos de pregrado y 236 de posgrado.

### Profesores
Los primeros profesores de la facultad pertenecieron al Colegio Universitario de Cáceres, entre ellos estaban Ricardo Senabre Sempere, Jorge Urrutia Gómez, José Manuel González Calvo, Miguel Ángel Rebollo Torío y Antonio Viudas Camarasa en filología hispánica; Isabel Benito Castro en griego y Ángela Palacios Martín y Eustaquio Sánchez Salor en latín. En historia Ángel Rodríguez Sánchez y Marcelino Cardaliaguet Quirant. En Geografía, Gonzalo Barrientos Alfageme. En filosofía Romano García (seudónimo de Martín García Martínez). En Arte, María del Mar Lozano Bartolozzi. En la guía del curso 1974-1975 figuran como encargados de curso Kais Bakir Damaliddin (lengua árabe), Nicole Bastidon Mailleriaux (lengua francesa), Macerola Vicent,  María Jesús Sánchez Blanco (lengua alemana)
Con plan de estudios para Filología Hispánica y Geografía e Historia se incorporaron venidos de otras universidades Ignacio Úzquiza, Antonio Rodríguez de las Heras, Manuel Ariza Viguera y Juan Manuel Rozas, este acompañado de Miguel Ángel Pérez Priego y Jesús Cañas Murillo. Por oposición a Agregado se unió Antonio Narbona en la disciplina de Lengua Española. En lengua italiana se incorporó José Antonio Cáceres y María de las Nieves Muñiz. María Ángeles Ángeles Pérez Álvarez se hizo cargo del árabe, tras la muerte trágica del lector de árabe en el período de vacaciones en su país.
A partir de 1976 el profesorado en formación se nutrió generalmente del propio alumnado dando origen a un círculo cerrado de profesorado.
```
Del portugués se hizo cargo la recién licenciada Gloria Martín de Menos y del inglés Carmen Romero. Ingresaron Florencio Javier García Mogollón en Arte, Enrique Cerrillo Martín de Cáceres en Prehistoria y Sánchez Abal en Historia Antigua. En sucesivas oposiciones se incorporaron Juan José Sayas Abengoechea, 
Bonifacio Palacios Martín
, Salvador Andrés Ordaz, 
```

En el curso académico 2013-2014, la Facultad cuenta con 151 profesores. El 85 % del total posee título de doctor.